# Ramón de Cala y Barea
Ramón de Cala y Barea (Jerez de la Frontera, 29 de gener de 1827 - 12 de juliol de 1902) fou un polític i periodista republicà andalús.

## Biografia
Va dirigit el diari La Igualdad i formà part de la redacció d'El Combate, dirigit a Madrid per José Paúl y Angulo. Influït pel socialisme de Charles Fourier i pel federalisme de Francesc Pi i Margall, formà part de la Junta de Jerez durant la revolució de 1854 i fou síndic de l'ajuntament de Jerez fins a la contrarevolució de 1856. Progressista exaltat, va fundar el Casino dels Treballadors (1856) i participà en la defensa de l'Institut d'Ensenyament Mitjà de Jerez quan fou absorbit pel de Cadis. Integrat en el Partit Republicà Democràtic Federal, va participar en la revolta de la caserna de San Gil de juny de 1866 i hagué d'exiliar-se a París. Tornà per a participar en la revolució de 1868, de la que en fou president de la Junta Revolucionària de Jerez.
Fou elegit diputat per Jerez de la Frontera del Partit Republicà Federal a les eleccions generals espanyoles de 1869 i 1873, i fou nomenat senador per la província de Girona el 1872-1873. Es va oposar a la Constitució Espanyola de 1869 i a la proclamació d'Amadeu I. Durant la Primera República Espanyola fou vicepresident del Congrés dels Diputats i el 18 de juliol de 1873 va presentar juntament amb Francisco Díaz Quintero i Eduardo Benot Rodríguez un projecte de Constitució Federal de la República inspirat en Pierre-Joseph Proudhon, i que incloïa un marc d'autonomia andalusa.
Quan es produí la restauració borbònica es retirà de la política activa, tot i que va donar suport a la Constitució Federal d'Antequera de 1883. Es dedicà a l'estudi de la sociologia. Al final de la seva vida, va conèixer la misèria, va treballar com a peó en la construcció d'una línia de ferrocarril, i va morir a Jerez, en un hospital de caritat.
A Jerez hi ha un carrer que porta el seu nom i un monument erigit en el 2002 en homenatge a la seva figura. També fou nomenat mentor de l'agrupació del PSOE de Jerez.

## Obres
- Los comuneros de París: historia de la Revolución Federal de Francia en 1871 (Madrid, 1872)
- El problema de la miseria resuelto por la harmonía [sic] de los intereses humanos.(Madrid, 1884). El 2002 l'Ajuntament de Jerez en publicà un facsímil amb alguns estudis preliminars.
- Sucinto proceso de las elecciones de febrero en la circunscripción de Jerez de la Frontera, 1891